# 菁埔 (嘉義縣)
菁埔，是臺灣嘉義縣民雄鄉的一個傳統地域名稱，位於該鄉中部偏西，並延伸至西北部邊界地帶。相較於今日行政區，其範圍大致包括菁埔村、中和村不含西南部及南部中西側一小段（鄉道嘉79線西側地帶）、文隆村西北部邊界地帶，以及新港鄉西庄村東部邊界地帶中段。

## 歷史
台灣日治初期，菁埔地區為一街庄（舊制街庄），稱為「菁埔庄」，隸屬於打貓南堡。該庄輪廍略呈西北—東南走向狹長形，其西北與西庄為鄰，東北與厝仔庄、番仔庄、打貓街為鄰，東南邊為鴨母坔庄，西南邊為江厝店庄、田中央庄、雙援庄。
1901年（日治明治三十四年）11月11日，全台設置二十廳，該庄隸屬於嘉義廳。1904年（明治三十七年）2月15日，該庄編入「打貓區」，隸屬於嘉義廳。1909年（明治四十二年）10月25日，全台整併二十廳為十二廳，該庄仍隸屬於嘉義廳。1910年（明治四十三年）1月18日，各區管轄區域調整，該庄仍隸屬於嘉義廳的「打貓區」。
1920年（大正九年）10月1日，全台廢十二廳改設五州二廳，該庄改制為「菁埔」大字，隸屬於臺南州嘉義郡民雄庄（新制街庄）。
戰後民雄庄改制為民雄鄉，隸屬於臺南縣，大字亦改制為村。1950年（民國39年）10月，雲、嘉、南分治，民雄鄉改隸屬於嘉義縣。

## 聚落
本地區發展較早的聚落有外菁埔、內菁埔、菁埔埤、社溝等，在日治期初期的官方地圖上已有記載。

## 交通
國道1號又稱「中山高速公路」，是台灣西部兩條縱向高速公路之一，經過本地區東部，並在縣道164號交會處設有民雄交流道。由此可快速前往國道1號沿線各地。
縣道164號是金湖至民雄（實際終點在新庄子）的道路，經過本地區外菁埔聚落。由該道路西行可前往新港鄉、六腳鄉東北端、北港鎮、水林鄉、口湖鄉，並止於新港（金湖）聚落東側的省道台17線路口暨省道台61線（西部濱海快速公路）口湖交流道；東行可前往民雄鄉民雄市區南側、新庄子地區西南部，並止於縣道162乙線轉角路口。
鄉道嘉77線是下崙至雙援的道路。
鄉道嘉78線是竹仔腳至杜溝的道路。
鄉道嘉79線是民雄至牛斗山的道路。
鄉道嘉81線是頂寮至江厝店的道路。

## 學校
- 菁埔國小